# هدف (فیلم ۱۹۹۲)
هدف (به هندی: Nishchaiy) فیلمی محصول سال ۱۹۹۲ و به کارگردانی اسماعیل شروف است. در این فیلم بازیگرانی همچون وینود کانا، سلمان خان، کاریسما کاپور، شامی کپور، موشومی چاترجی، سودها چاندران، ریما لاگو، روپا گانگولی، سعید جعفری ایفای نقش کرده‌اند.